# Phisidia oculata
Phisidia oculata är en ringmaskart som först beskrevs av Langerhans 1881.  Phisidia oculata ingår i släktet Phisidia och familjen Terebellidae. Inga underarter finns listade i Catalogue of Life.